# 卢戈沃耶农村居民点 (伊万诺沃州)
卢戈沃耶农村居民点（俄语：Луговское сельское поселение）是俄罗斯联邦伊万诺沃州基涅什马区所属的一个农村居民点。其下辖有28个居民点，行政中心为卢戈沃耶。据2016年统计，该农村居民点的人口为1764人。